# Schiltberg
Schiltberg – miejscowość i gmina w Niemczech, w kraju związkowym Bawaria, w rejencji Szwabia, w regionie Augsburg, w powiecie Aichach-Friedberg, wchodzi w skład wspólnoty administracyjnej Kühbach. Leży około 10 km na wschód od Aichach, nad rzeką Weilach.

## Dzielnice
Allenberg, Aufhausen, Rapperzell, Ruppertszell, Schiltberg

## Demografia
| Rok  | Liczba mieszk. |
| ---- | -------------- |
| 1970 | 1 503          |
| 1987 | 1 637          |
| 2000 | 1 774          |

## Polityka
Wójtem gminy jest Josef Schreier, rada gminy składa się z 12 osób.
|      | CSU/FWG/PWG | Razem |
| 2008 | 12          | 12    |
| 2002 | 12          | 12    |

## Współpraca
Miejscowość partnerska:
- Schwertberg, Austria